# Eco-Power Stadium

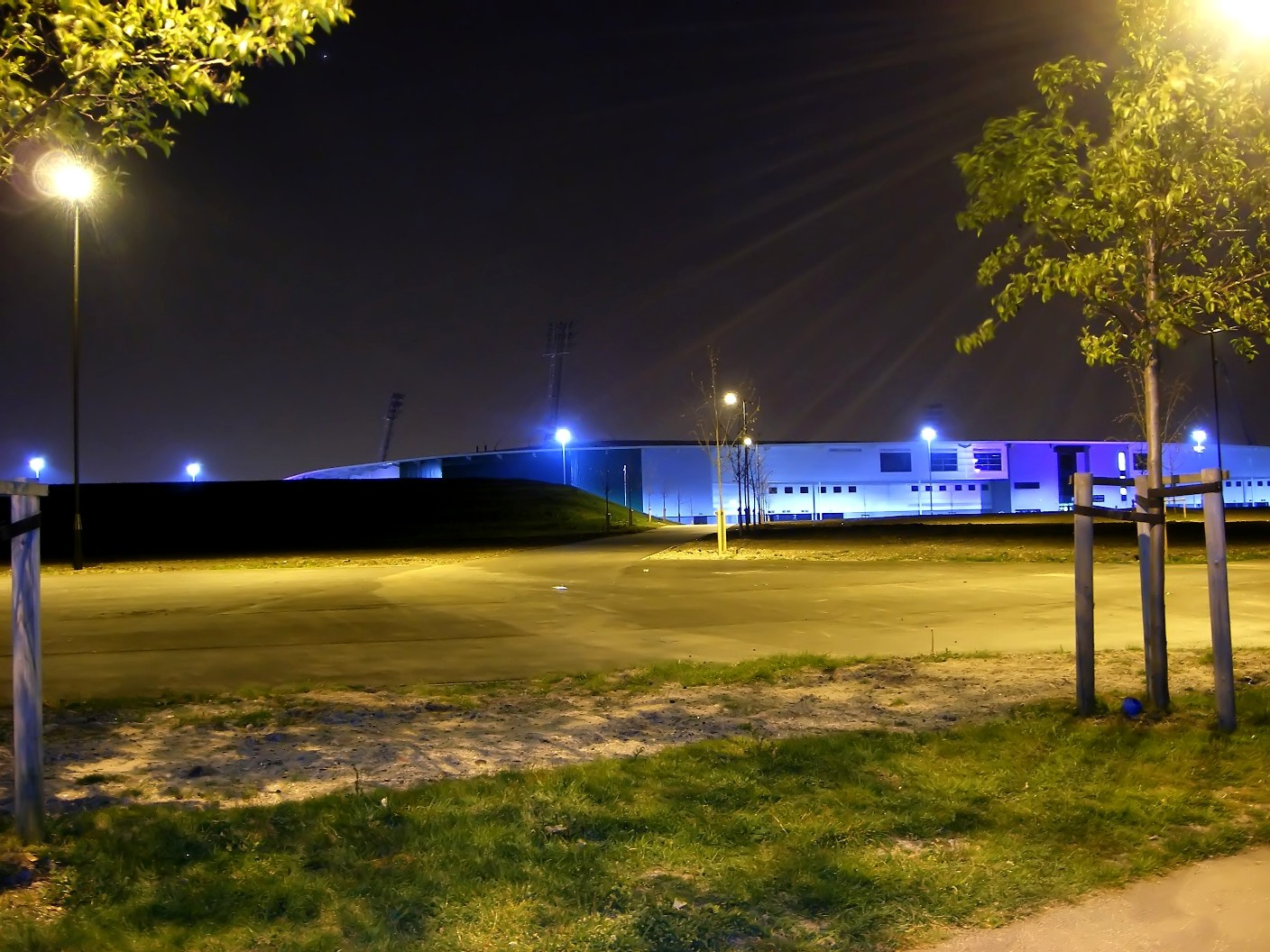
Eco-Power Stadium am Abend

Das Eco-Power Stadium ist ein Fußballstadion in der englischen Stadt Doncaster, Vereinigtes Königreich. Es ersetzte das Belle Vue als Spielstätte, in dem die Doncaster Rovers von 1922 bis 2006 spielten.

## Geschichte
Die 2006 fertiggestellte Sportstätte wird von der Männermannschaft des Fußballclubs Doncaster Rovers sowie deren Frauenmannschaft Doncaster Rovers Belles LFC genutzt. Zusätzlich empfängt der Rugbyverein Doncaster RLFC hier seine Gegner zu den Spielen. Das Stadion bietet 15.231 Sitzplätze, die voll überdacht sind. Die Baukosten beliefen sich auf 32 Mio. £ (ca. 36,8 Mio. €). Obwohl das Stadion ein Neubau ist, besitzt es keine Rasenheizung. Das Spielfeld besteht aus einem Hybridrasen.
Die erste sportliche Veranstaltung stellte am 27. Dezember 2006 ein Spiel zwischen der Rugby-Mannschaft des Doncaster RLFC und den Sheffield Eagles dar. Die offizielle Einweihung der Arena feierte man am 3. August 2007 vor 13.080 Zuschauern mit einem Spiel zwischen den Doncaster Rovers und Manchester United (0:2). Im Juni 2010 erhielt das Stadion im Rahmen einer Fachmesse in Dublin eine Auszeichnung in der Kategorie Best Matchday Experience. Der Zuschauerrekord datiert vom 1. April 2008 beim Spiel in der Football League One 2007/08 gegen Leeds United mit 15.001 Besuchern.

### Name
In der Planungsphase war der Bau als Doncaster Community Stadium bekannt. Die Anlage trug von 2006 bis 2021 den Sponsorennamen der englischen Wohnungsbaugesellschaft Keepmoat. Am 14. Dezember 2021 wurde bekannt, dass die in Doncaster ansässige Eco-Power Group, ab dem 27. Dezember bis Ende 2025, neuer Namensgeber wird.

## Konzerte und Veranstaltungen
Im Stadion fanden einige Konzerte und andere Veranstaltungen statt. Im Juli 2007 traten Ronan Keating, Bryan Adams und McFly an zwei Tagen auf. Der britische Sänger Elton John gab im Juli 2008 ein Konzert. Im September 2008 fand das Endspiel der British American Football League um den Britbowl in Doncaster statt. Seit Mitte 2009 können die Räumlichkeiten des Stadions für private oder kommerzielle Veranstaltungen wie Firmenpräsentationen, Hochzeiten oder andere Feierlichkeiten gemietet werden.